# Hydrelia parvulata
Hydrelia parvulata là một loài bướm đêm trong họ Geometridae.